# Századosnegyed
A Századosnegyed Budapest VIII. kerületének egyik városrésze. A kerületnek Kőbányával  és Zuglóval szomszédos egyik negyede.

## Határai
Asztalos Sándor  út - Kerepesi út - Hungária körút,  - a MÁV-START Zrt. vasútvonala az Asztalos Sándor útig.

## Története
Egykor a szomszédos Kerepesdűlő részeként ismerték ezt a területet is. 1911-re, Bárczy István főpolgármester idején, a főváros akkori határán felépítettek egy művészfalut, az úgynevezett Százados úti művésztelepet. A 28 földszintes műtermes lakás elsősorban szobrászok számára készült. A telep, amelyen szökőkút, rózsalugas és teniszpálya is létesült,  sohasem kapcsolódott konkrét művészeti irányzatokhoz.
A kerületnek korábban 4 városrésze volt (Józsefváros, Istvánmező (egy része), Kerepesdűlő és Tisztviselőtelep), de a Fővárosi Közgyűlés a városrészeket rendező 2012. december 12-i rendeletében újraosztotta a kerületet. Így jött létre - többek között - a Századosnegyed. 

## Nevezetességei
- Hidegkuti Nándor Stadion

## Fontosabb közterületek
- Százados út